# Мікротурбіна

Мікротурбіна

Мікротурбіна — це тип генераторів електрики або тепла порівняно малої потужності (25-500 кіловат) і розмірів. Мікротурбіни можуть працювати як на газі, так і на дизельному паливі, пропані та водні. Є два основні типи мікротурбін, це — генератори з рекуператором та без нього. ККД мікротурбін з рекуператором становить 20-30 %, без рекуператора — до 15 %. Не існує чіткої межі між мікротурбінами і звичайними газовими генераторами, проте їх характерними конструктивними особливостями часто є використання радіальних компресорів, також набагато нижчий тиск та дуже висока швидкість обертання турбіни.
Головними перевагами генераторів на мікротурбінах є менший рівень забруднення як пилового так і шумового й вібрового. Також, такі генератори можуть працювати у широкому діапазоні навантажень (від 0 до 100% від максимального, тоді як звичайні генератори — від 40%), вони є простішими в обслуговуванні, більш компактними і легкими (побутові генератори можуть важити менше 10 кілограм, в рази менше ніж бензинові генератори тої ж потужності). Головними недоліками таких установок є їх висока вартість, нижчі ККД і довговічність.
Існують мікротурбіни, що можуть працювати на супутньому газі з високим вмістом сірководню, або з нестабільною теплотою зроряння, що робить доцільним їх використання у нафто- і газовидобувній галузі. 
Завдяки своїм якостям, генератори на мікротурбінах є ефективними у випадках низької та змінної потреби в енергії, за відсутності підключення до центральних джерел електропостачання, або при високих вимогах до екологічності, наприклад, у котеджних містечках, лікарнях, експедиціях, тощо. 